# 沖繩縣營鐵道運輸彈藥爆炸事故
沖繩縣營鐵道運輸彈藥爆炸事故是於1944年12月11日，發生在大日本帝国沖繩縣島尻郡南風原村（现南風原町），沖繩縣營鐵道系滿線上的事故。
這是日本史上最嚴重的鐵路事故，造成220多人死亡，3人倖存。

## 事件經過
為防備美軍登陸台灣，日軍第9師團從1944年12月中旬起調往台灣，第24師團則移防沖繩縣南部原第9師團防區；這次大規模調動將利用沖繩縣營鐵道。
1944年12月11日，滿載士兵和武器彈藥的六節車廂列車從嘉手納站出發。途中在古波藏站停車，機車獨自前往那霸站補充燃料。機車回來時拖着裝滿汽油桶的一辆敞車和一辆蓬车，原來的六節車廂則接於其後。每輛車都載著士兵和一些通學的女學生，列車繼續開往糸滿站。
通過喜屋武站，列車進入上坡路段，滿載貨物和乘客的列車速度減慢，接近南風原村（現為南風原町）時，突然發生大爆炸，列車運載的彈藥接二連三被誘爆，附近變成一片火海。據說那霸市與島尻（南部）各地都能聽到爆炸聲。事故共造成約220人死亡，包括約210名士兵、8名女學生和列車上的3名乘務員。只有立刻跳下火車的2名女學生和一名乘務員倖存。
現場殘留的時鐘指針顯示事發時間約4點30分。最後一節車廂脫離列車，彈藥和士兵飛散，燃燒的車廂向那霸方向倒退而到達津嘉山站。
事故原因是機車煙囪排出的火花飛入機車後方第一輛敞車所裝載的汽油桶，將其點燃並導致爆炸。列車上所裝載的大量戰鬥彈藥，也全部被點燃而造成多人傷亡。此外，鐵路附近的甘蔗田中露天堆放的數百噸軍用彈藥也起火爆炸，形成一片火海，蔓延數百米，甚至波及部分民房，整個晚上都能聽到爆炸聲，附近的村民紛紛躲入戰壕 。火車上還裝載了許多貴重的醫療物資，但這些物資也被炸飛了。在附近的榕樹和與其他樹上發現了繃帶和肉片，後來由部隊取回。
本事件與對馬丸事件一樣被下達了禁言令，在戰爭期間以內部機密處理。
由於軍方禁止在敞車裝載汽油和彈藥，據稱第32軍參謀長長勇中將對這樣的事故大為光火。上級向部隊發出文告，大意是「這是國軍首見的不良事件，要說本軍實力因此減半，一點也不誇張」、「如果敵軍現在登陸，我們沒有彈藥可以應敵，只有玉碎以對了。」這顯示所損失的數百噸彈藥對軍方來說有多重要。
2020年6月21日播出的NNN紀錄片《封印：沖繩戰役中的鐵路事故秘密》，根據那霸市的歷史和相關人員的證詞，以動畫方式重現了事故。

## 另見
- 冲绳县警察署
- 铁路事故（日本铁路事故（1949年之前））
- 冲绳县营铁道
- 日本陸軍第32军

### 備註
1. ↑  . 毎日新聞.   [2024-11-24]. （原始内容存档于2025-04-25） （日语）.
2. 1 2 3 4 5 6  . ryukyushimpo.jp. 琉球新報. 2020-12-11  [2021-03-20]. （原始内容存档于2025-07-07）.
3. ↑  . 沖縄タイムス＋プラス. 2021-12-11  [2024-11-24] （日语）.
4. ↑  日本テレビ. . 日テレNEWS NNN.   [2024-11-24]. （原始内容存档于2024-08-08） （ja-JP）.
5. ↑  日本テレビ. . 日テレNEWS NNN.   [2024-11-24]. （原始内容存档于2025-05-20） （ja-JP）.
6. ↑  . 怪しいTV欄｜信濃毎日新聞.   [2024-11-24]. （原始内容存档于2020-08-14） （日语）.
7. ↑  . マイナビニュース. 2020-06-21  [2024-11-24]. （原始内容存档于2025-06-15） （日语）.

### 書籍
- 《那霸市史料第3卷7》（1983年）那霸市计划部市史编辑部
- 沖縄大百科事典刊行事務局 (编). . 沖繩時報社. 1983-05-30. NDLJP: 12193528.
- 加田义秀《冲绳铁道图解》Border Inc.，1986
- 向与那原町捐赠轻轨员工证 （页面存档备份，存于）2014年12月26日 冲绳时报